# Niland
Niland ist eine Siedlung und ein gemeindefreies Gebiet im Imperial County im US-Bundesstaat Kalifornien. Das U.S. Census Bureau hat bei der Volkszählung 2020 eine Einwohnerzahl von 756 ermittelt.

## Lage
Niland liegt am Salton Sea nahe der Grenze zum Riverside County.
Der Ort bildet das nördliche Ende des intensiv landwirtschaftlich genutzten Imperial Valley zwischen der Salton Sea und den Chocolate Mountains im Osten. Östlich beginnen die Algodones-Dünen, die wie das Imperial Valley bis zur mexikanischen Grenze reichen.
Das Gebiet umfasst eine Fläche von 1,1 Quadratkilometern. Der Ort befindet sich an der California State Route 111.

## Sehenswürdigkeiten

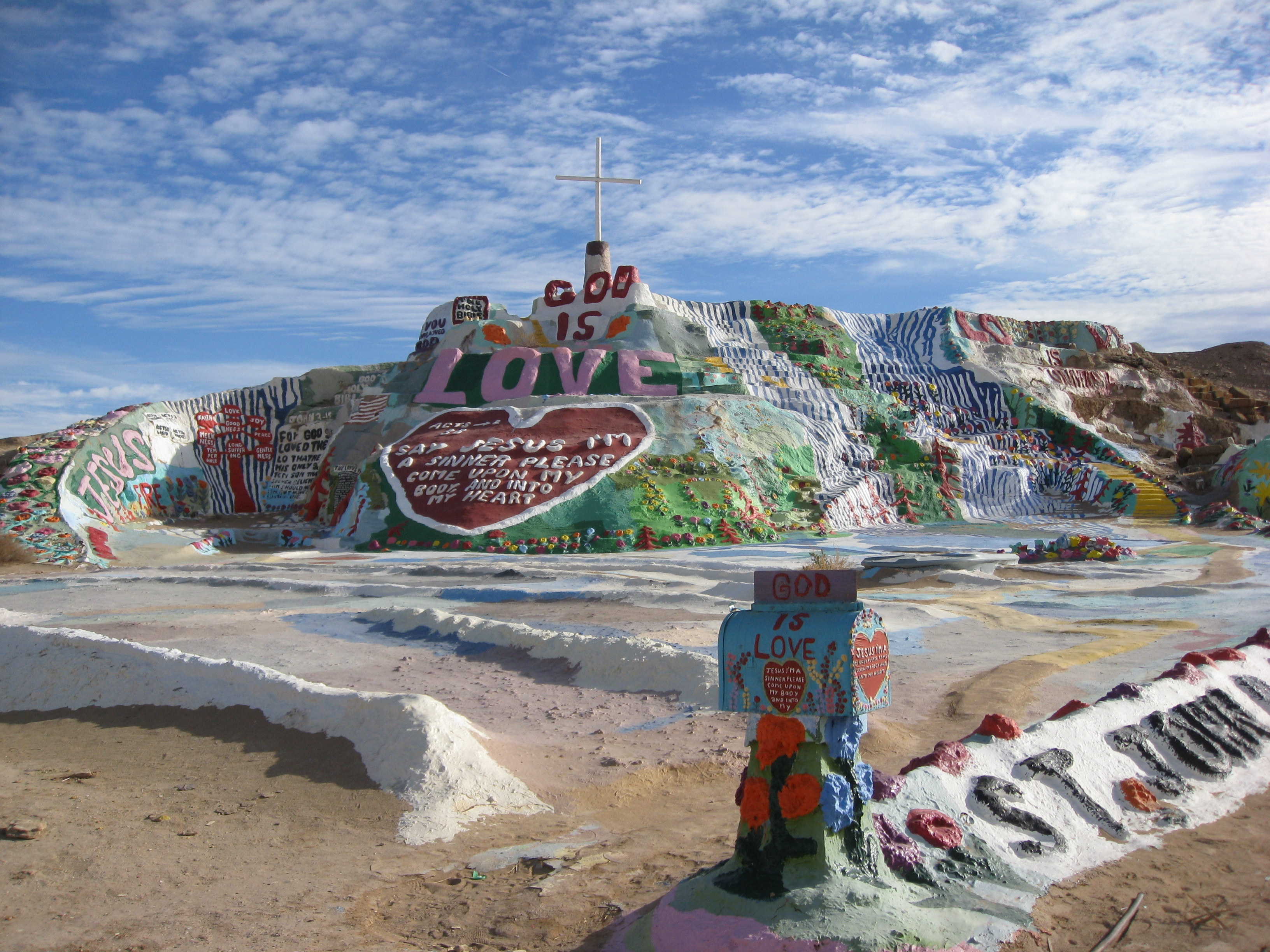
Salvation Mountain 2006

Etwa fünf Kilometer östlich liegen die Kunstinstallation Salvation Mountain und die Wohnwagensiedlung Slab City. Salvation Mountain ist eine 1984 begonnene Installation in Form eines bunt bemalten künstlichen Hügels aus Lehm, Stroh, Reifen und anderen Materialien. Der Erschaffer des Hügels Leonard Knight arbeitet weiter am Ausbau und möchte mit dem Werk die Liebe Gottes loben.
Der Niland-Geysir als Schlamm-Geysir findet Beachtung, weil er seine Lage wechselt.